# 銀世界の追跡
『銀世界の追跡』（ぎんせかいのついせき、原題：The A-Tom-Inable Snowman）は、「トムとジェリー」の短編作品の一つ。1966年製作。制作はチャック・ジョーンズ。

## スタッフ
- 監督 - エイブ・レヴァイトー
- 製作 - チャック・ジョーンズ、レス・ゴールドマン
- 製作補助 - アール・ジョーナス
- アニメーション製作 - ケン・ハリス、ドン・タウスリー、トム・レイ、ディック・トンプソン、ベン・ワーシャム、フィリップ・ローマン
- 脚本 - ボブ・オーグル
- レイアウト - ロバート・ギブンス
- 背景画 - ロバート・インマン
- デザイン - モーリス・ノーブル
- 音楽 - ディーン・エリオット
- 声優 - メル・ブランク、ジューン・フォーレイ

## 作品内容
冬山の山小屋。トムは皿に飾りつけたジェリーに塩胡椒をふりかけ、いよいよ食べようとしている。しかし胡椒の刺激で勢いよく出たくしゃみの弾みでまんまとジェリーに逃げられてしまう。こうして雪上でのスピードスキーめく追いかけっこが始まった。
ジェリーは山岳救助隊の本部に逃げ込んだ。トムが飛び入ると、中には巨大なセントバーナード犬の上で眠るジェリー。これでは手が出せない。そこでバーナード犬を引き離すべく、雪にスキー板を埋めて「スキー事故」を偽装する。トム演じる若い女の悲鳴で目を覚ましたバーナード犬は直ちに出動。バーナード犬が必死に雪を掘っている間、トムはジェリーを追い回すが崖から転落。おまけに彼の救助に駆けつけたバーナード犬の不始末で、粉々に砕けてしまう。それでもバーナード犬は首に提げた樽からブランデーを注ぎかけ、トムを再生する。
泥酔しつつも復活したトムは、凍った湖上を器用に滑るジェリーを襲う。しかし強い酒の酔いで視点がフラフラ。氷の穴を避けきれずに湖の中へ転落し、またしてもバーナード犬に救われる。
風邪を拗らせたトムは山小屋の風呂桶の中でガタガタ震える。そんなありさまでもジェリーを捕まえようとしぶとく策を弄する。しかし間が悪くバーナード犬が風呂桶に熱湯を注ぎ込み、おじゃんになってしまう。
舞台は突然南洋の島へと切り替わる。トムはついにジェリーを捕まえ、縛り付けてバーベキューにしようとする。しかし炎で縄が焼け切れてジェリーは逃亡、追いかけようとするが落ちてきたココヤシの実が当たって気絶するトム。そこへまたバーナード犬が現れ、強い酒を注いでかいがいしく介抱するのだった。

### 備考
今作のオープニングは、トムとジェリーがスキーで追いかけっこしている場面で作品タイトルと製作スタッフ名を表示。最後には、水平線から現れた太陽の中に「THE END」の文字が描かれている独自の演出が用いられている。

## 登場キャラクター
トム
救助犬と一緒に眠るジェリーを捕まえようと「嘘の救助要請」をして本部を留守にさせジェリーを追いかけるも、崖から雪もろとも転落してしまう。やがて救助犬にブランデーを注がれると酔いつぶれてしゃっくりを繰り返し、その後もバーナード犬の行動によってジェリーを何度も捕まえ損ねてしまう。
ジェリー
トムに食べられそうになって山岳救助隊本部へ逃げ込み、救助犬に匿ってもらう方法でトムから逃れる。最後はブランデーに酔いつぶれるトムを見送った。
山岳救助犬
山岳救助隊本部にいるセントバーナード犬。救助犬としての役目を確実にこなす働き者だが、ジェリーを捕まえたいだけのトムにとっては結果的に妨害に繋がってしまう。

## 日本でのテレビ放映
1980年頃、日本テレビ系「木曜スペシャル・おかしなおかしな トムとジェリー 大行進」の枠内で放映され、その後も再放送された。DVDにも収録。